# Nguyễn Đình Tiết
Nguyễn Đình Tiết (sinh 1957) là một sĩ quan cấp cao trong Quân đội nhân dân Việt Nam, hàm Thiếu tướng, nguyên Chánh Văn phòng Bộ Tổng Tham mưu.

## Tiểu sử
Năm 2010, ông được bổ nhiệm giữ chức vụ Phó Tham mưu trưởng Quân khu 3.
Năm 2013, ông được bổ nhiệm giữ chức Phó Cục trưởng Cục Tác chiến, Bộ Tổng Tham mưu
Năm 2014, ông được bổ nhiệm giữ chức vụ Chánh Văn phòng Bộ Tổng Tham mưu.
Năm 2017, ông nghỉ chờ hưu.
Thiếu tướng (2013)